# Церковь Николая Чудотворца на Холмах
Церковь Николая Чудотворца на Холмах — приходской храм Наро-Фоминского благочиния Московской епархии, расположенный в деревне Новоселки Наро-Фоминского района Московской области. Собственно храм находится в 1,5 км к юго-западу от Новоселок, а ближайший населённый пункт — деревня Собакино в 500 м западнее.

## История
Каменную церковь в исчезнувшем ныне сельце Холмы, построил на собственные средства, взамен деревянной обветшавшей церкви великомученицы Параскевы в селе Дятлово местный помещик Александр Сергеевич Безобразов. По одним данным, строительство завершено в 1820 году, по другим — в этом году было начато, а завершено в 1840 году. Разнятся сведения и о приделах храма: на сайте церкви говорится о двух — главном, Никольском и великомученика Георгия; сайт храмы России содержит утверждение о Георгиевском и Богоматери Нечаянная Радость приделах, находившихся в трапезной.
Церковь была закрыта в 1930-х годах, об использовании в последующие годы информации нет — судя по тому, что в 2001 году верующим были возвращены, практически, руины, здание просто пустовало и разрушалось. 24 сентября 2004 года на церкви был освящен и установлен крест, а 21 июля 2005 года состоялось первое богослужение.